# ルノー・エスパス

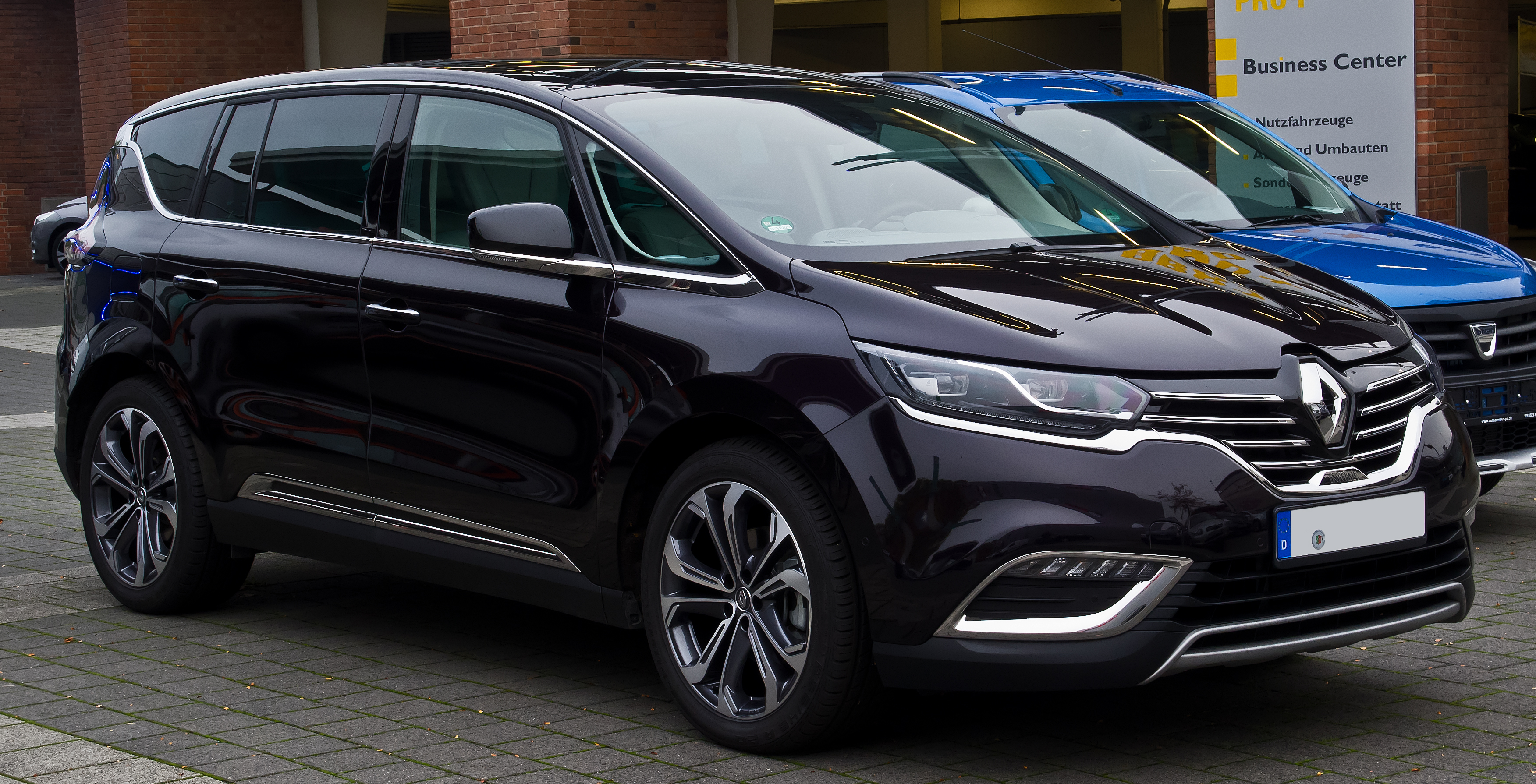
5代目 エスパス

エスパス（ESPACE）は、フランスの自動車メーカー・ルノーが1984年から製造・販売している乗用車である。

## 概要
ヨーロッパ初のミニバン（MPV）として1984年に発売され、その斬新なコンセプトとデザインから瞬く間にベストセラーとなった。
誕生の経緯は1967年、クライスラーがアメリカ国外へ初めて進出し、英ルーツ・グループおよび仏シムカを買収して欧州クライスラーを創設。イギリスではクライスラーブランドに変更したが、フランスではシムカブランドを継続した。エスパスの元となる設計はこの欧州クライスラー英国デザインセンターのデザイナー、ファーガス・ポロックが最初に手掛けた。
後にシムカの提携先であるマトラが開発に参画し、プロジェクトはP-18と呼ばれ、フランス市場で大成功した小型車シムカ・1000のピックアップトラックに架装した多目的車（英国ではステーションワゴンに分類）、マトラ・シムカ・ランチョのコンセプトを拡大し、同じシムカ・1100のシャーシを使用したタルボ・ソラーラをベースとした車両としてタルボ（Talbot）ブランドでの販売が想定されていた。初期のプロトタイプはシムカの部品を多数流用しており、そのためグリルはシムカ・1307に似ていた。
1978年末にはクライスラーのアメリカでの経営悪化のため、フォード・モーターから招聘されたリー・アイアコッカによる経営刷新の一部として、欧州クライスラーはPSA・プジョーシトロエンへ売却されることとなった。売却額は負債込みでわずか1ドルとも言われている。しかし、PSA側はP-18の生産にはさらに投資が必要で、リスクが大きいとして開発の中止を決定した。
その後、P-18のデザインはマトラが所有することとなり、ライバル会社であるルノーに提案を行った。ルノーは、マトラのムレーナをフエゴおよびアルピーヌ・A310の競合車種とみなしていたため、取引に応じた。マトラはムレーナの生産を中止し、生産ラインを組み替えてP-18の生産を開始。以上のような経緯を経て1984年、ヨーロッパ初のモノスペース・カーとしてデビューを飾った。内外装ともに新しいコンセプトを提案したエスパスは、世界中の自動車メーカーに影響を与えることとなった。
マトラが開発と生産に協力したのは3代目までであり、4代目以降はルノー自社での開発および生産となった。マトラは2003年、ピニンファリーナに技術を売却して自動車生産から撤退し、航空宇宙産業に集中する。なお、PSAはエスパスの登場から11年後にプジョー・806/シトロエン・エヴァシオン（ユーロバン）でミニバンに初参入することになる。
5代目では市場の動向を鑑み、クロスオーバーSUVを意識したような全高の低いミニバンへと大幅転換され、6代目ではそれまで販売されていたコレオスを吸収統合して完全なるクロスオーバーSUVへと進化した。
日本への正規輸入は全世代において一度も行われていないが、並行輸入で上陸した個体がわずかに存在する。

## 初代(1984-1991年)
初代エスパスのドライブトレインはルノー・18のコンポーネントを流用したため縦置きFFで、ボディは中量生産に適した、鋼板プレスのスケルトンに樹脂製の外板を張り込む構成となっている。外板の多くを樹脂製としたボディは比較的軽く、ミニバンらしからぬスポーティなドライビングを可能にした。
エンジンは全て直列4気筒を縦置きで搭載しており、ガソリンは2.0Lが2種類、ディーゼルはターボ付の2.1Lが用意されていた。
フェイズ2（後期型）
1988年に多数の部品変更などを含めたマイナーチェンジが行われた。フロントマスクがそれまでの逆スラント型から通常のスラント形状に変更され、同時にフロントのアンバーレンズがクリアタイプに変更されており、前からの見た目の印象が大きく変わっている。

## 2代目(1991-1997年)
初代がヨーロッパ市場で大成功を収めていたため、2代目は内外装のリフレッシュに留まっており、シャシやドライブトレインに関しては初代の物をそのまま引き継いでいる。ただしボディサイズはかなり大型化し、全幅は初代の1.7m強から1.8m程度にまで広がっていた。

### エスパス F1

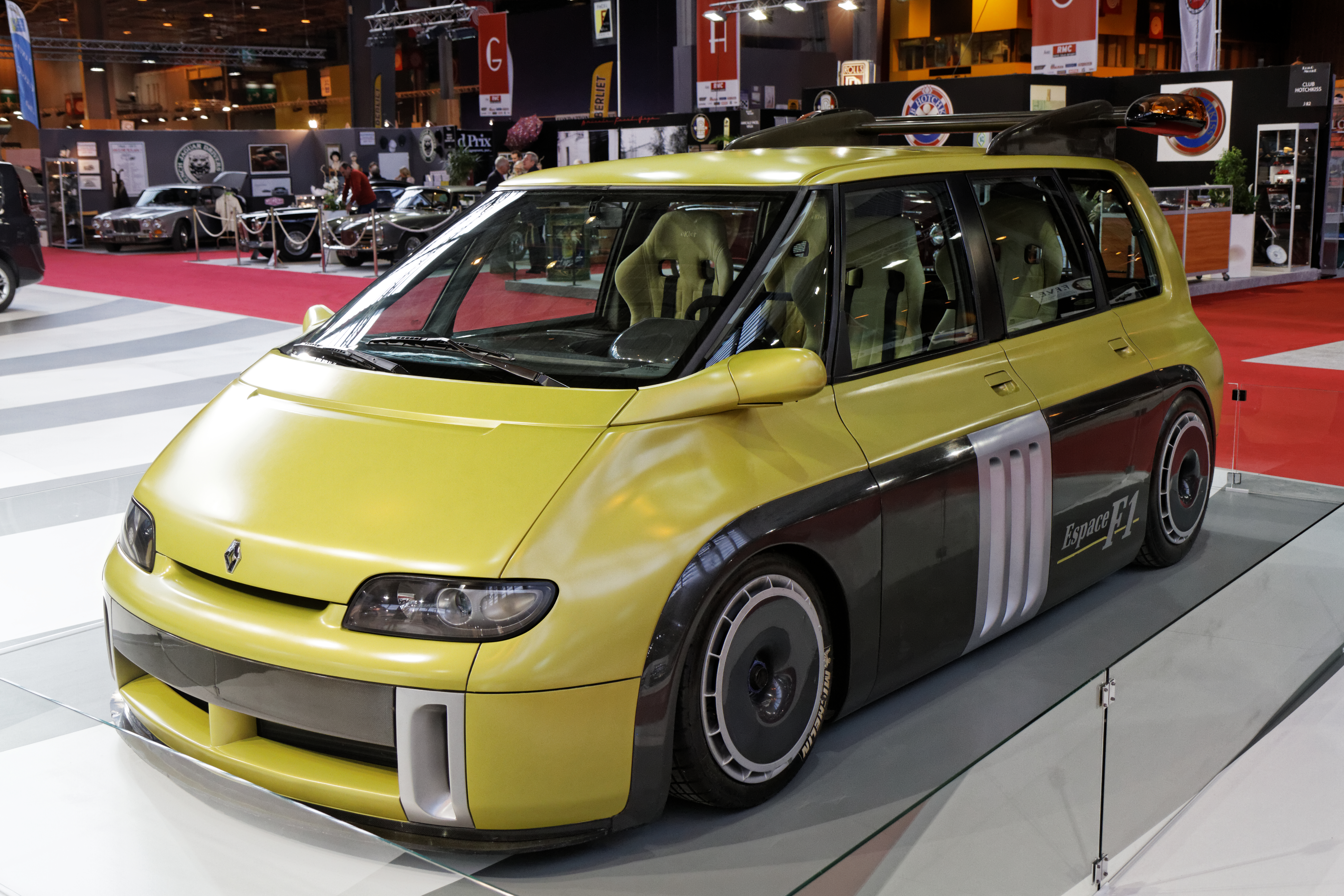
ルノー・エスパス F1

1995年にルノーとマトラの提携10周年を記念して、2代目エスパスをベースとしたショーカー「エスパス F1」（Espace F1）が製作され、各地のモーターショーなどに出品された。ノーマルとの共通部分は骨格のみで、アルミやカーボンなどを使ったボディに変更され、エンジンはフォーミュラ1カーのウィリアムズ・FW14Bが搭載していたV型10気筒RS4エンジンをミッドシップにマウントし、室内には4座のフルバケットシートが装備されていた。
現在はマトラ自動車博物館に保存展示されている。

## 3代目(1997-2003年)
1997年に登場したこの3代目からエンジンが横置きとなる。
ヨーロッパ圏での売り上げが大変好調で、小規模なマトラの生産では供給が追いつかないほどになり、マトラ製の樹脂ボディを持つエスパスはこれが最後となった。

ホイールベースを延長し、荷室を広げたグラン・エスパスも用意された。

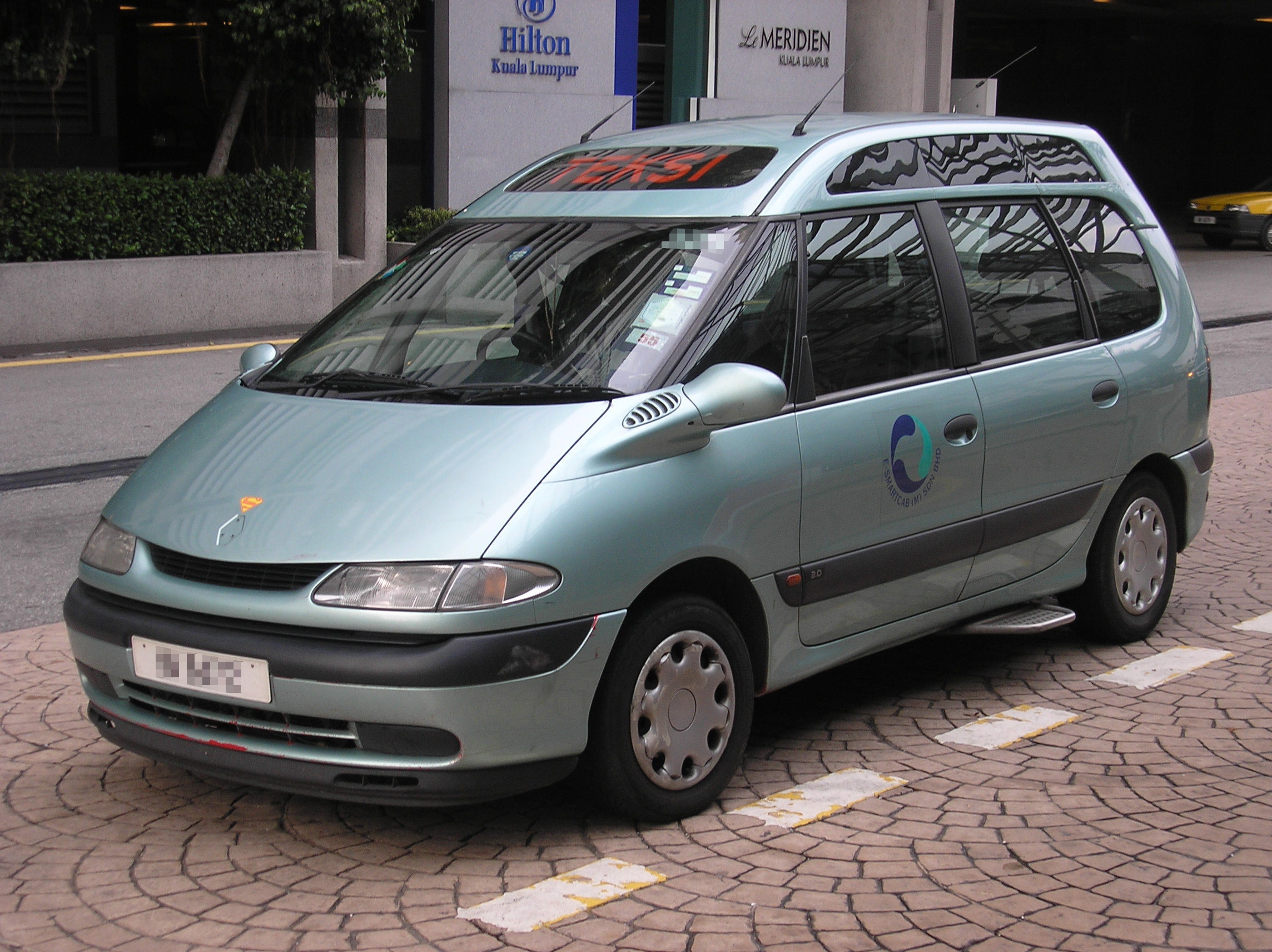
3代目エスパス
クアラルンプールのCNGタクシー

## 4代目（エスパスⅣ、2003年-2014年）
2003年にフルモデルチェンジ。この世代からルノーでの自社開発となった。伝統の広い室内に7席のシートと多彩なシートアレンジを持ちながら、世界的権威をもつヨーロッパの衝突安全テスト「ユーロNCAP」において最高評価の5つ星を獲得しているなど、高い実用性と安全性を両立している。エンジンは3.5L V型6気筒の日産製ガソリンエンジンと、直列4気筒で1.9、2.0、2.2Lのいすゞ製ディーゼルエンジン5種類がある。
2006年にマイナーチェンジを実施してフェイズ2となり、2.0Lのガソリンと3.0LのdCiディーゼルエンジンが追加される。
2010年にマイナーチェンジを実施してフェイズ3となり、LEDライトの採用を始め外装を一部変更し装備の充実も図られる。
2011年に右ハンドル仕様の生産が中止され、イギリスを始めとする右ハンドル市場では販売中止となる。
2012年6月にマイナーチェンジを実施してフェイズ4となった。2009年に同社のコーポレートデザイン担当副社長に就任したローレンス・ヴァン・デン・アッカーの提唱する'ファミリー・フィーリング'デザインコンセプトを採用すると同時に、フランスで施行された新しい排ガス規制に対応するため、新たに2.0L dCi（M9R）エンジンを採用した。

## 5代目(2015年-2023年)
2013年9月のフランクフルトモーターショーで発表されたコンセプトカー「イニシャル・パリ」で、5代目エスパスの方向性が示された。このイニシャル・パリは、ローレンス・ヴァン・デン・アッカーが提唱する、6つのライフシーンを具現化した「サイクル・オブ・ライフ」コンセプトシリーズの最終章である「wisdom」に当たる。
2014年10月のパリモーターショーにて市販版が発表された。従来のミニバンスタイルからクロスオーバー基調のスタイルに路線変更し、プラットフォームはルノー・日産共同開発のCMFを採用。右ハンドル仕様の生産は計画されていないため、イギリスを始めとした右ハンドル市場には導入されない。

## 6代目(2023年-)
2023年3月28日発表。先代のコンセプトをさらに昇華させ、コレオスを吸収統合した2/3列シートのクロスオーバーSUVへ転換された。
プラットフォームはオーストラルが採用する「CMF-C/D 3」のロングホイールベース版としたものが採用される。生産はオーストラルとともにスペイン・パレンシア工場で行われる。
パワートレインは、オーストラルと同じく最高出力200PSのハイブリッドシステム「E-TECH」を採用。1.2L直列3気筒ガソリンターボエンジンとモーター、小型バッテリーを搭載し、燃費は26.1km/l、CO2排出量は104g/kmとなり、小型車に匹敵する高効率を発揮。追って48Vのマイルドハイブリッドも導入される予定である。
全長は4,720mmで先代よりも140mm短いが、室内長は2,480mmと先代よりも長くなっている。また、車両重量も先代に対し最大215kg軽量化されている。

## 車名
「ESPACE」はフランス語で「空間」の意味である。